# My Name is Barbra
My Name Is Barbra es el primer especial de Barbra Streisand para la televisión, estrenado en 1965. La CBS anunció en 1964 que Streisand había firmado un contrato de 5 millones de dólares por protagonizar varios programas especiales durante los siguientes diez años. 
Con Barbra como único talento delante de las cámaras, su agente, Marty Erlichman, formó un equipo selecto de profesionales del medio (Dick Lewine, Joe Layton, y Dwight Hemion) para apoyar a Streisand en esta aventura. Los ensayos comenzaron en enero de 1965. Streisand estaba obsesionada con el control artístico: no quería esponsors ni anunciantes; nada ni nadie que interfiriera.
Streisand estaba trabajando en la obra Funny Girl en Broadway, haciendo ocho representaciones a la semana. Además, planeaba publicar un disco nuevo coincidiendo con la emisión del programa (que más tarde serían dos). El programa se tuvo que ir grabando aprovechando su día libre en Funny Girl. El primer día de grabación fue el 21 de marzo de 1965. Ese día una unidad móvil se desplazó a la famosa tienda Bergdorf Goodman de Nueva York para grabar el segundo acto del programa.
My Name is Barbra se continuó grabando los días 12 y 14 de abril en el estudio de la CBS. Barbra cantaba en directo sobre la música pregrabada, excepto en People que se grabó con la orquesta ante las cámaras. Cada canción se grababa cuantas veces fuera necesario hasta que todo el equipo quedaba entusiamado.
La última parte en grabarse fue el concierto (tercer acto), ante una audiencia de unas 200 personas.

## Créditos
- Emitido en CBS el 28 de abril de 1965
- Dirigido por: Dwight Hemion
- Productor ejecutivo: Martin Erlichman
- Producido por: Richard Lewine
- Productor asociado: Willard Levitas
- Monólogo por: Robert Emmett
- Números concebidos por: Joe Layton
- Asistente de producción: Peggy Lieber
- Música arreglada y dirigida por: Peter Matz
- Consultor de audio: Frank Laico
- Diseño de decorados: Tom John
- Decoración: Bill Harp
- Peluquería: Frederick Glaser
- Vestuario: Bill Blass and Emeric Partos
- Sombreros: Halston
- Pieles: Bergdorf's

## Programa de canciones
- Primer acto
  - My Name is Barbara
  - Much More
  - I'm Late
  - Make Believe
  - How Does the Wine Taste?
  - A Kid Again/I'm Five
  - Sweet Zoo
  - Where is the Wonder?
  - People
- Segundo acto
  - I've Got the Blues
  - Monólogo: “Pearl from Istanbul”
  - Poverty Medley: Second Hand Rose; Give Me The Simple Life; I Got Plenty of Nothin'; Brother, Can You Spare a Dime?; Nobody Knows You When You're Down and Out; Second Hand Rose; The Best Things in Life Are Free
- Tercer acto (concierto)
  - When the Sun Comes Out
  - Why Did I Choose You?
  - Lover, Come Back to Me
  - Funny Girl Medley: You Are Woman; Don't Rain on My Parade; Music That Makes Me Dance
  - My Man
  - Happy Days Are Here Again

## Información del álbum
My Name Is Barbra es el primero de dos álbumes relacionados con el especial para la televisión del mismo nombre. Barbra grabó este álbum en el Studio A de la Columbia en el 799 de la Séptima Avenida.
Las canciones "My Name Is Barbara", "A Kid Again", "I'm Five", "Sweet Zoo", "Where Is The Wonder", "Why Did I Choose You?". y "My Man" son versiones diferentes a las que aparecen en el programa de televisión.
Para este álbum se grabaron canciones nuevas que no figuraban en el especial para la televisión: "Jenny Rebecca", "My Pa", "I Can See It", "Someone To Watch Over Me", "I've Got No Strings", y "If You Were The Only Boy In The World"
Esta fue la primera vez que "My Man" aparecía en un disco de Streisand. La canción se convirtió en un gran éxito para ella. 
El hermano de Barbra, Sheldon, tomó la fotografía que ilustra la portada del álbum cuando Barbra tenía cinco años. 

## Créditos del álbum
- Publicado en mayo de 1965
- Producido por Robert Mersey
- Arreglado y dirigido por Peter Matz
- Fotografía de portada: Sheldon J. Streisand
- Fotografía de contraportada: Peter Oliver

## Lista de temas
1. "My Name Is Barbara" (Leonard Bernstein) - 0:56
2. a. "A Kid Again" (J. Melfi, R. Perry) b. "I'm Five" (Milton Schafer) – 2:10
3. "Jenny Rebecca" (Jenny Hull) - 3:03
4. "My Pa" (Michael Leonard, Herbert Martin) - 2:32
5. "Sweet Zoo" (Jeffrey D. Harris) - 1:40
6. "Where Is The Wonder" (Michael Barr, Dion McGregor) - 2:16
7. "I Can See It" (Tom Jones, Harvey Schmidt) - 3:10
8. "Someone To Watch Over Me" (George Gershwin, Ira Gershwin) - 2:45
9. "I've Got No Strings" (Leigh Harline, Ned Washington) - 2:52
10. "If You Were The Only Boy In The World" (Nat Ayer, Clifford Grey) - 3:30
11. "Why Did I Choose You?" (Leonard, Martin) - 3:50
12. "My Man" (Jaques Charles, Channing Pollock, Albert Willemetz, Maurice Yvain) - 3:01

## Premios
| Año  | Premio                                                                                       | Resultado  |
| ---- | -------------------------------------------------------------------------------------------- | ---------- |
| 1965 | Emmy a la Mejor Dirección por My Name is Barbra: Dwight Hemion                               | Nominación |
| 1965 | Emmy a la Mejor Dirección Musical por My Name is Barbra: Peter Matz                          | PREMIO     |
| 1965 | Emmy a la Mejor Decoración y Dirección Artística por My Name is Barbra: Bill Harp y Tom John | PREMIO     |
| 1965 | Emmy a la Mejor Coreografía por My Name is Barbra: Joe Layton                                | PREMIO     |
| 1965 | Emmy a la Mejor Interpretación por My Name is Barbra: Barbra Streisand                       | PREMIO     |
| 1965 | Emmy al Mejor Programa Musical por My Name is Barbra                                         | PREMIO     |

## Grammy Awards

### Grammy1965
| Categoría                     | Álbum             | Nombre           | Resultado  |
| ----------------------------- | ----------------- | ---------------- | ---------- |
| Mejor Interpretación Femenina | My Name Is Barbra | Barbra Streisand | Ganadora   |
| Álbum del Año                 | My Name Is Barbra |                  | Nominación |

Streisand ganó, por tercer año consecutivo, el Grammy a la mejor interpretación femenina.

## Lista de ventas
| \| US Billboard Pop Albums Chart (1965) \| \| \| ------------------------------------ \| --- \| \| Posición más alta \| 2 \| \| Semanas en lista \| 68 \| \| Certificación \| ORO \| |     |
| US Billboard Pop Albums Chart (1965) |     |
| Posición más alta | 2   |
| Semanas en lista | 68  |
| Certificación | ORO |